# Malacka (település)

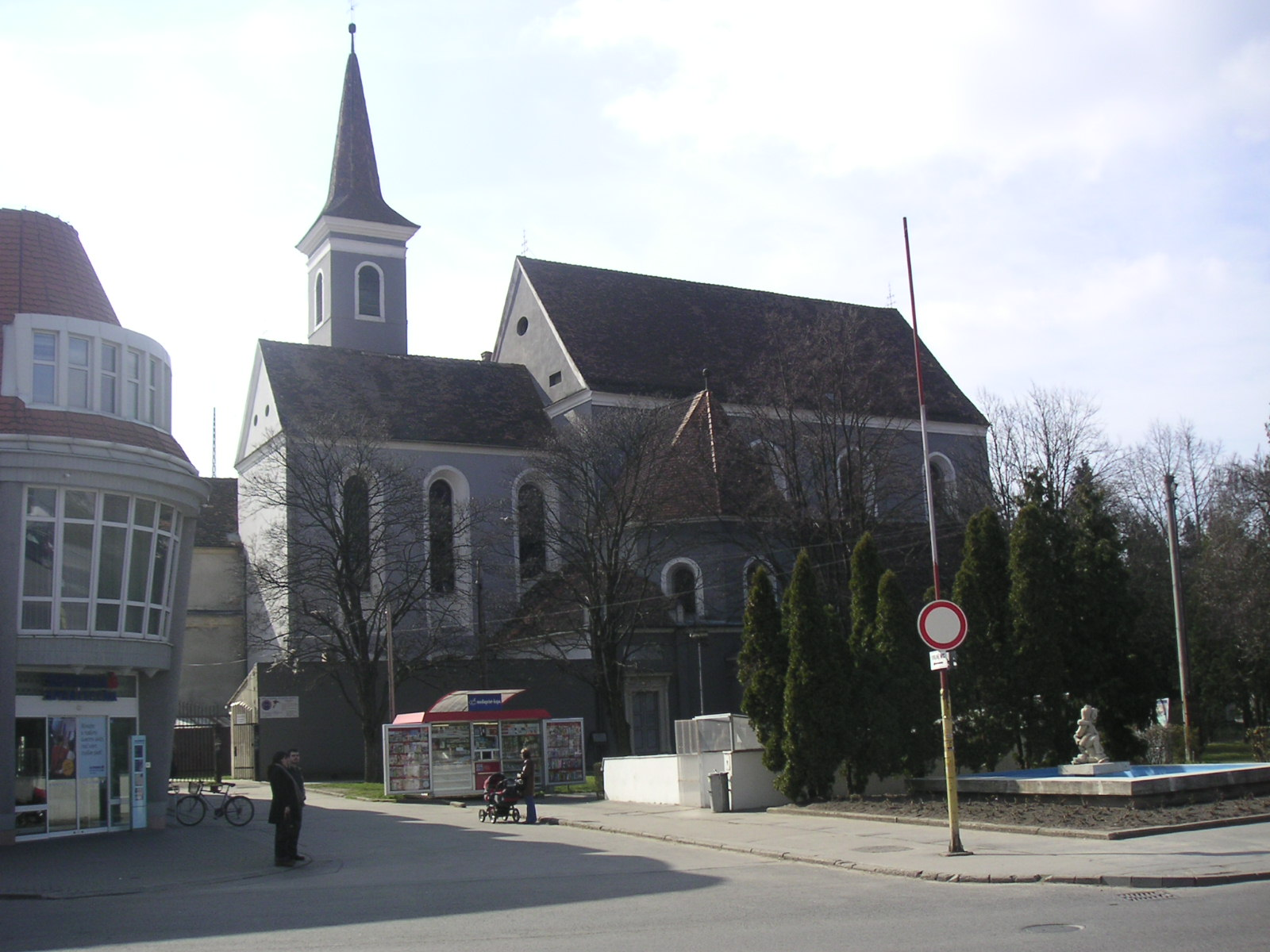
A kolostortemplom

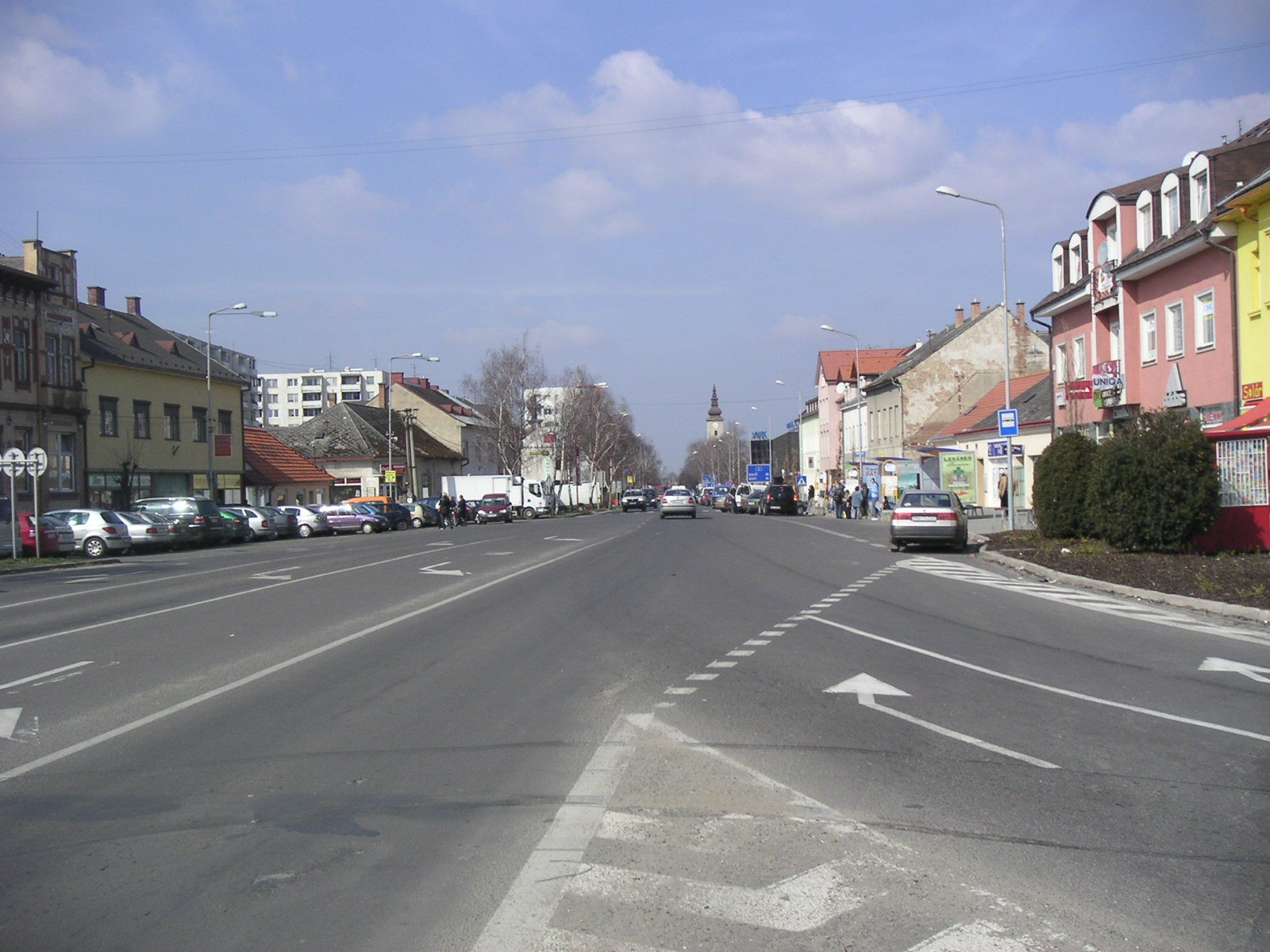
A Főutca részlete

Malacka (szlovákul Malacky, németül Malatzka) város Szlovákiában, a Pozsonyi kerület Malackai járásának székhelye.

## Fekvése
Pozsonytól 36 km-re északra fekszik.

## Nevének eredete
A név eredetének egyik népszerű elmélete szerint a magyar malac főnévből ered, ugyanis helyén egykor a Pálffy-uradalom sertéstelepe állt.

## Története
A település még birtokként 1206-ban II. András oklevelében szerepel először, amikor a király a hozzá harcokban hű embereinek birtokokat adományoz ezen a területen. Még ugyanebben az évben a Csütörtökhely uradalmához tartozó területen birtokot adományoz a Hont-Pázmány nembeli Sándornak. Detrekő várának felépülése után a város területe a váruradalom része lett. Birtokosai a Serédy, Salm, Fugger és Balassa családok voltak.
A Ballassák a vadászatra kiválóan alkalmas mocsarakból kiemelkedő száraz területen vadászkastélyt kezdtek építeni. 1573-ban a kastély körül kialakult település már oppidum rangot és vásártartási jogot kapott. 1577-ben kapta a ma is használatos címerét. A település plébániáját és iskoláját 1596-ban alapították. 1600-ban felépült a templom, melyhez 1672-ben építettek tornyot. A 17. században kihalt a Balassa család és a detrekői uradalmat a Pálffy család szerezte meg, akik ezután 300 évig voltak a birtokosai. A Balassák várkastélyába 1652-ben a ferencesek kolostort építettek. Erre az időszakra esik a korábban evangélikus település rekatolizációja. Az újonnan alapított kolostorhoz 1653-ban a Pálffyak nagy templomot építtettek. Ezután ide temetkeztek a család tagjai, akik közül sokan kiemelkedő szerepet játszottak az ország történelmében. A század közepén felépült a nagyméretű Pálfy-kastély, mely a legutóbbi időkig kórházként működött.
1771-ben Malacka bekapcsolódott a postai forgalomba, itt épült meg a Pozsonyt Prágával összekötő postaút egyik állomása. A Pozsonyt Szakolcával összekötő vasútvonal 1891-ben épült meg. A város oktatásügye is fejlődésnek indult. Itt működött a ferencesek felsőiskolája, ahol többek közt filozófiát is oktattak. 1889-ben megalapították a vincés nővérek lánynevelő intézetét.
Vályi András (1796) szerint „MALACZKA. Tót mező Város Posony Várm. földes Ura G. Pálfy Uraság, lakosai katolikusok, fekszik térhelyen, Postája is van, 3 nyomásbéli földgye jó, réttyei hasznosak, bora nints, két pusztája, ’s erdője van, malina vize nedvesíti, piatza N. Lévándon, és helyben is.”
Fényes Elek (1851) szerint „Malaczka, tót-német m. város, Poson vmegyében, a holicsi posta- és országutban, Posontól 5 mfd. Számlál 2327 kath., 97 zsidó lak. Ékességére szolgál a kath. paroch. templom, az uraság roppant várkastélya, mellyben 350 ablakok számláltatnak; az ezt környékező 106 holdat elfoglaló felséges angolkert csinosan elrendelt szakaszaival, csavargós utaival, s egy pompás hársfa fasorral; a postahivatal; a francziskánusok monostora és temploma, melly alatt szemlélhetni a Pálffy csal. temetkező helyét. Határa tágas, részint róna homokos, részint dombos, sok rozsot, kendert, árpát terem. Erdeje nagy; legelője, rétje bőven, van pálinka-háza, az uraságnak szép majorsága, tehenészete, nemesitett juhtenyésztése, vendégfogadója, népes országos-vásárai. F. u. Pálffy. Van saját postahivatala.”
A trianoni békeszerződésig Pozsony vármegye Malackai járásához tartozott. 1919-ben megalapították a városi, majd 1927-ben a ferences gimnáziumot is, mely 1931-ben új épületbe költözött.

## Népessége
| Év:            | 1994.  | 2004.   | 2014.   | 2024.   |
| -------------- | ------ | ------- | ------- | ------- |
| Emberek száma: | 17 753 | 17 858  | 17 135  | 18 810  |
| Eltérés:       |        | +0,59 % | -4,04 % | +9,77 % |

| Év:            | 2023.  | 2024.   |
| -------------- | ------ | ------- |
| Emberek száma: | 18 804 | 18 810  |
| Eltérés:       |        | +0,03 % |

1910-ben 5136 lakosából 3849 szlovák, 631 német és 530 magyar anyanyelvű volt.
2011-ben 17 051 lakója volt.

## Nevezetességei
- A várkastély tornyai és falai részben még állnak.
- Az 1644-ben épült Pálffy-kastély ma kórház, 1820-ban klasszicista stílusban átépítették.
- Ferences templomában Rómából hozott eredeti kövekből épített szent lépcső található, amelyet kettős folyosóval építették a templom szerkezetébe. A lépcső zarándokhely.
- A Szeplőtelen Szűz tiszteletére szentelt római katolikus temploma 1653-ban épült. Sírboltjában a Pálffy család tagjai nyugszanak.
- A Szent Anna kápolna 1880-ban épült.

## Híres emberek
- Itt született 1883. július 1-jén Friedrich István magyar miniszterelnök.
- Itt született 1890. január 21-én Ernst Wiesner építész.
- Itt született 1907. július 12-én Ľudo Zúbek szlovák író, műfordító.
- Itt született 1928. január 13-án Karol Machata szlovák színész.
- Itt született 1934. május 18-án Ladislav Pittner politikus, Szlovákia egykori belügyminisztere.
- Itt született 1944. április 12-én Ľubomír Roman szlovák színész, politikus.
- Itt hunyt el 1702. július 9-én Babcsánszky Ferenc szerzetes.
- Itt hunyt el 1971. június 28-án Martin Benka szlovák festőművész.
- Itt született 1981. április 16-án Stanislav Velický szlovák labdarúgó.
- Itt született 1997. május 13-án Samuel Mráz, szlovák válogatott labdarúgó.

## Testvérvárosai
- Szarvas, Magyarország (2000)
- Albertirsa, Magyarország (2000)